# Sơn La (báo)
Báo Sơn La là một tờ báo điện tử ở Việt Nam, và trực thuộc  Đảng bộ Đảng cộng sản Việt Nam tỉnh Sơn La.

## Lịch sử hình thành
Năm 1963, tỉnh Sơn La được tái lập, Ban Tuyên huấn Tỉnh ủy đã xuất bản tờ Tin Sơn La. 
Báo Sơn La thành lập ngày 3/1/1964 theo Nghị quyết số 03/NQ-TU của Ban Thường vụ Tỉnh ủy Sơn La về việc chuyển tờ Tin Sơn La thành tờ báo Đảng với tên gọi Sơn La Đổi Mới. 
Số báo đầu tiên được xuất bản đúng ngày thành lập Đảng 3/2/1964.
Báo điện tử Sơn La được Bộ Thông tin và Truyền thông cấp giấy phép hoạt động số 723/GP-BTTTT
Ngày 16 tháng 6 năm 2025, Tỉnh ủy Sơn La tổ chức Hội nghị công bố Quyết định về hợp nhất và tổ chức lại Báo Sơn La với Đài Phát thanh và Truyền hình tỉnh thành Báo Sơn La trực thuộc Tỉnh ủy. 

## Cơ cấu tổ chức
- Văn phòng
- Phòng Thư ký Biên tập
- Phòng Phóng viên
- Phòng Điện tử và nội dung số
- Phòng Kỹ thuật Công nghệ
- Phòng Tiếng Dân tộc và nước ngoài
- Phòng Văn nghệ và giải trí

## Giải thưởng
- Huân chương Độc lập hạng Ba.[1]